# Cultroribula lata
Cultroribula lata är en kvalsterart som beskrevs av Aoki 1961. Cultroribula lata ingår i släktet Cultroribula och familjen Astegistidae. Inga underarter finns listade i Catalogue of Life.